# Kuzminia
Kuzminia, monotipski rod zelenih algi u porodici Pyramimonadaceae, dio reda Pyramimonadales. Jedina vrsta je slatkovodna alga K. incerta

## Opis
bezbojne, spljoštene jednoćelije s prednjom invaginacijom. Iz invaginacije izlaze četiri jednake flagele. Stanice okružene čvrstom stijenkom pokazuju jasne uzdužne pruge. Jezgra centralna. Morfološki Kuzminia je vrlo slična prasinofitu Tetraselmis. Ili je bezbojni ekvivalent Tetraselmisa ili vrsta Tetraselmisa koja sadrži samo male količine klorofila.